# Боевой пропуск
Боево́й про́пуск (англ. Battle pass, сокр. БП)  — модель монетизации компьютерных игр, предоставляющая дополнительный контент игры, как правило через систему уровней, и награждающая игроков внутриигровыми предметами за игру и выполнение определённых испытаний. Модель была вдохновлена сезонными пропусками и впервые была применена в игре Dota 2 в 2013 году. В конце 2010-х гг. модель получила широкое распространение в качестве альтернативы платным подпискам и лутбоксам.

## Концепция
Боевой пропуск в играх может быть как предоставляемым бесплатно, так и требующим покупки через микротранзакции. После получения боевой пропуск предлагает игроку ряд уровней с наградами; получая очки опыта, игрок разблокирует уровни и получает предлагаемые за них награды. Как правило, награды являются косметическими, например, способами кастомизации персонажа или оружия, эмоциями и другими не затрагивающие игровой процесс элементами. Наиболее привлекательные награды даются за последние уровни, что позволяет игрокам использовать их в игре для подчёркивания своего статуса. Опыт получается либо за обычную игру, либо, чаще, за выполнение внутриигровых испытаний. Некоторые игры предлагают ускорить прогресс боевого пропуска с помощью микротранзакций. Игры, в которых предлагается и бесплатный, и платный боевые пропуски, бесплатный пропуск, как правило, имеет ограниченное число уровней или предлагает менее привлекательные награды, однако отслеживает прогресс игрока и по платному боевому пропуску, благодаря чему игрок может купить боевой пропуск в любой момент для получения заработанных наград.
Боевые пропуски и получаемые награды доступны только ограниченное время, обычно — несколько месяцев, после чего вводится новый сезон боевого пропуска с новым набором наград. В различных играх боевые пропуски могут быть названы по-разному. Например, в играх Rocket League и PlayerUnknown’s Battlegrounds боевой пропуск называется Rocket Pass и Survivor Pass соответственно.

## История
Одной из первых игр, использовавших боевой пропуск, стала Dota 2 от Valve во время мероприятий, связанных с The International 2013, ежегодным киберспортивным соревнованием по игре. Он был назван «компендиум» и предоставлял уникальный игровой контент и ряд других функций для купивших его игроков, а 25 % прибыли шло в призовой фонд соревнования. В 2016 году Valve включили компендиум в состав большего международного боевого пропуска, а в 2018-м представили ежемесячную форму подписки Dota Plus. Также Valve добавила «пропуски кампаний» в Team Fortress 2 в рамках специального события в 2015 году. Пропуск кампании предоставлял купившему его игроку ряд задач, завершение которых вознаграждалось уникальными возможностями кастомизации.
Популярность боевых пропусков заметно выросла в 2018 году после того, как их использовала Fortnite: Battle Royale, изданная Epic Games. Ошеломительный успех игры привлёк внимание к её методам монетизации. Бесплатная игра переняла «сезонный» график выпуска контента; каждый сезон длился 10 недель, в течение которых предлагались уникальные косметические предметы и эмоции. Боевой пропуск был добавлен во втором сезоне, когда у игры наблюдался значительный прирост числа игроков, и использовался во всех последующих сезонах. Боевые пропуски приобретаются за внутриигровую валюту, называемую V-bucks, которая может быть как приобретена за реальные деньги посредством микротранзакций, так и заработана в Fortnite: Save the World. По оценкам аналитика Майкла Пачтера, за первый день третьего сезона Epic Games продали более пяти миллионов боевых пропусков, что принесло им 50 миллионов долларов прибыли за один день. При расширении Fortnite на мобильный рынок в марте 2018 году ежемесячная прибыль игры оценивалась сотнями миллионов долларов, и большую её часть приносила продажа боевых пропусков.
Одновременно с успехом Fortnite индустрия компьютерных игр боролась с проблемой лутбоксов, другой схемы монетизации игр, по которой игроки тратят деньги, чтобы открывать контейнеры, содержащие случайный набор внутриигровых предметов. В конце 2010-х годов лутбоксы рассматривались несколькими правительственными группами в качестве азартных игр. После этого боевые пропуски стали выглядеть более предпочтительным способом монетизации, поскольку у игроков была возможность увидеть все зарабатываемые награды, несмотря на то, что на их получение могло уйти большое количество времени, что убеждало игроков продолжать игру. После введения возможности покупать прогресс выполнения боевых пропусков издатели стали получать ещё больше прибыли.
После успеха боевых пропусков Fortnite другие издатели, уставшие от споров о лутбоксах, начали рассматривать концепцию боевых пропусков, и игровые журналисты считают, что все игры, ранее использовавшие лутбоксы или работавшими по концепции игры как услуги, могут начать продавать боевые пропуски как альтернативу своей монетизации.